# 테넷
《테넷》(영어: Tenet)은 2020년 개봉된 SF 첩보 영화로, 크리스토퍼 놀런 감독의 11번째 장편 영화이다. 영국과 미국 합작으로 제작되었으며, 존 데이비드 워싱턴, 로버트 패틴슨, 엘리자베스 데비키, 딤플 카파디아, 케네스 브래나, 마이클 케인, 에런 테일러존슨 등이 출연한다. 시간을 조작하는 미래 기술 '인버전'을 소재로 제3차 세계 대전을 막으려는 작전과 그 주도자를 그리고 있다.
2021년 제93회 아카데미 시상식에서 시각효과상을 수상하였다.

## 줄거리
우크라이나 경찰관을 가장한 CIA 요원인 '주도자'는 우크라이나 키예프에서 진행되고 있던 오페라 공연을 테러리스트들이 공격하는 동안 핵 물질로 추정되는 알 수 없는 물체 '241'을 탈취하기 위해 러시아 비밀 작전에 참여한다. 격전 끝에 물건을 회수한 주도자는 오페라 하우스를 폭파시켜 작전 상황을 목격한 관객들을 제거하려는 러시아 세력을 저지하기 위해 자신의 팀원들을 먼저 '241'과 함께 탈출시킨 후 다시 오페라 하우스로 향한다. 폭발물을 제거한 후 주도자는 빨간 끈이 달린 배낭을 착용한 가면을 쓴 신원 미상의 군인에게 구출된다. 그렇게 오페라 하우스에서 벗어나 러시아 세력에게 접근한 주도자는 그들이 자신을 속였음을 깨닫고, 러시아 세력은 주도자와 그의 동료를 붙잡아 고문한다. 그러나 주도자는 정보를 누설하기 전에 동료가 준 자살 약을 먹고 자결한다. 마취에서 깨어나자 주도자는 자결용 알약이 가짜였음을 깨닫고, 러시아 세력이 그의 팀원들을 몰살한 후 미확인 물체 '241'을 가져갔음을 알게 된다. 주도자는 "테넷"이라는 단어와 손가락을 교차하는 제스처에 대해서만 전달받은 후 특수한 비밀 조직에 모집된다. 풍력 발전기의 관리자로 위장하여 시간을 보내며 회복할 기간을 가진 주도자는 이후 비밀조직의 지시에 따라 어떤 시설을 방문하게 된다. 그곳에서 미래에는 물체의 엔트로피를 역전시켜서 특정 물체의 시간을 반전, 시간이 지남에 따라 뒤로 이동할 수 있는 기술이 개발되었다는 사실과 함께 미래의 존재가 총알을 '인버전'시켜 총알의 시간을 역으로 흐르게 하여 과거에 보내고 있음을 알게 된다. 이것들은 정상적인 시간의 흐름에서 작용하는 총알보다 더 큰 피해를 줄 수 있을 뿐만 아니라 여러 암시장에서 판매되고 있었다. 주인공은 인버전된 총알의 제조원을 추적하기 위해 '닐'과 합류하여 무기 상인 '프리야'의 자택에 침투한다. 프리야는 원래 판매한 총알은 시간의 흐름이 정상이었으나 안드레이 '사토르'라는 남성이 총알의 시간을 뒤집었다고 말한다.
사토르에게 접근하기 위해 주인공은 사토르의 아내인 '캣'에게 접근하게 된다. 캣은 주도자에게 그녀가 사토르에게 판매한 위조 그림 때문에 자신의 사토르의 통제 아래에 있다고 말한다. 주인공은 캣의 신뢰를 얻기 위해 오슬로 공항에 위치한 부자들의 귀류품 세금 회피처인 '프리포트'에서 사토르가 보관해 둔 그림을 빼내는 계획을 실행한다. 비행기를 격납고에 충돌시키는 작전 도중 주도자와 닐은 가면을 쓴 두 남자에게 공격을 당하는데, 이에 대해 프리야는 이것이 실제로는 '한 사람'이었다고 설명한다. 주도자는 아말피에서 캣을 만나 작품을 처리했다고 말한다. 캣은 보답으로 주도자가 저녁 식사에 참석하도록 주선한다. 사토르는 이런 주도자에게 캣과의 볼륜을 의심하여 죽이겠다고 위협한다. 주인공은 사토르가 찾고 있던 플루토늄을 탈취하여 캣의 자유와 맞바꾸자고 제안한다. 사토르도 이 제안에 동의한다.
주도자와 닐은 탈린에서 장갑차에 실려 이동하고 있는 플루토늄을 탈취하는 방법을 고안한다. 그러나 작전 도중 예상하지 못했던 뒤집힌 차에 의해 계획이 중단된 후, 주인공은 캣을 인질로 잡고있는 사토르에게 어쩔 수 없이 플루토늄을 넘겨주고 만다. 주도자는 자신이 사토르에게 넘겨준 물체가 플루토늄 보다는 오페라 하우스 전투에서 본 것과 굉장히 유사한 미확인 물체 '241'에 더 가깝다는 사실을 알게 된다. 사토르는 주도자와 닐의 이동방향과 행동을 모두 꿰뚫고 있었는데 이것은 사토르의 부하 중 절반이 과거로 돌아가 주도자의 팀과 싸우면서 이러한 정보를 미리 축적하고 있었기 때문이며, 따라서 주도자와 닐이 '241'을 빼앗기는 것은 원래 예정되어 있었던 것이다.
미확인 물체 '241'을 소유한 사토르는 자신을 인버전해 시간의 역방향 속으로 사라지고 인버전된 총알로 캣의 복부에 총격을 가해 중상을 입힌다. 계획이 틀어짐에 따라 닐과 특수부대는 일시적인 인버전을 통해 상황을 수습하려는 한편, 주도자는 사토르가 남긴 단서를 찾기 위해 시간의 역방향에서 사토르를 쫓아가기 시작한다. 주도자는 원래 작전을 방해했던 뒤집혔던 차(인버전된 상황에서 정상적인 차)를 타고 플루토늄 탈취 계획이 벌어지던 고속도로를 찾아간다. 그러나 사토르의 공격으로 차가 뒤집히게 되고, 사토르는 차를 불태운다. 에너지 반전으로 인해 자동차는 불에 타지 않고, 반대로 얼게 된다. 닐은 저체온증에 시달리고 있던 주도자를 구출한다.
캣의 총상을 치유하기 위해 주인공과 닐은 반전된 시간에서 일주일을 보내고 비행기를 충돌시키는 작전의 시점으로 돌아가게 된다. 프리포트에 위치한 시간 반전 장치를 통해 원래 시간 진행 방향으로 돌아가 인버전 총상을 치유하기 위함이다. 인버전 상태에서 호흡을 위해 가면을 착용하고 프리포트에 진입한 닐과 주도자는 다른 두 남자와 싸우게 되는데 주도자는 자신을 공격했던 가면을 쓴 남자가 사실은 인버전된 자신의 미래 자아였음을 알게 된다. 두 사람은 인버전 상태를 해제시키고 캣을 정상 시간대로 복귀시켜 상처를 치유한다.
치유된 캣은 사토르가 수술 불가능한 췌장암으로 죽어가고 있으며, 그가 죽으면 모든 인류가 그와 함께 가야한다고 집착하고 있음을 밝힌다. 프리야는 총 9개의 미확인 물체, 물리적 형상의 알고리즘을 모두 수집하면 한 세계의 엔트로피를 모두 역전시킬 수 있는 강력한 공식이 만들어져 그 세계를 소멸할 수 있음을 설명하고, 알고리즘의 창시자가 이것을 방지하기 위해 미확인 물체들을 과거로 보낸 후 자결했다고 말한다. 사토르를 돕고 있는 미래의 인류는 과거 세계의 엔트로피를 역전시켜 기후 변화를 역전시키면 미래의 지구를 거주 가능한 환경으로 만들어 줄 것이라고 믿고 있다. 주도자는 미래 인간이 자신의 조상을 죽이고 자신들의 존재를 위협하는 논리에 의문을 제기하지만, 닐은 미래의 사람들이 멸종 위기에 처해 있으며 더 이상 시도할 수 있는 방법이 과거 세계의 파괴밖에 남아있지 않을 것 이라고 말한다.
9개의 알고리즘을 모두 사용하여 사토르는 아내 캣과 가장 행복했던 베트남의 요트에서 휴가를 보냈던 과거의 시간으로 여행을 떠난다. 그는 자신의 심박수가 0이 되면 알고리즘이 활성화 하도록 장치해 두었고, 본인은 자결용 알약을 먹고 평화롭게 죽을 생각이다. 세상의 파멸을 막기 위해 주도자와 닐은 협공 부대에 합류하여 알고리즘 9개가 모두 모여있는 구 소련의 비밀 도시 '스탈스크-12' 공격에 참여한다. 캣을 사토르가 어디 갔는지 정확하게 추론하고, 알고리즘이 회수 및 정지되기 전까지 사토르가 자살하지 못하도록 막기 위해 인버전한다.
주도자는 터널에 진입해 알고리즘이 저장되어있는 방에 접근한다. 그는 잠겨있는 문을 발견하고, 배낭에 빨간 끈이 달린 가면을 쓴 남자의 시체를 발견한다. 사토르의 부하 중 한명이 갑자기 주도자에게 총을 쏘자 바닥에 있던 시체가 살아나고 총알을 붙잡는다. 바닥에 있던 시체는 역방향으로 터널을 걸어 나가고, 격투 끝에 주도자는 알고리즘의 회수를 성공한다. 캣은 사토르를 죽이고 주도자와 닐은 제 시간에 알고리즘을 해체한다. 주도자와 닐은 헤어지게 되는데 주도자는 닐의 배낭에 빨간 끈이 있다는 것을 알아차린다. 닐은 주도자가 그를 미래에 테넷에 영입했다는 것을 밝히고, 다시 미래 세계로 떠나기 전 주도자와의 오랜 우정을 회상한다. 사건이 정리된 후 주도자는 런던에서 캣을 살해하려던 프리야를 저지하고 프리야를 살해하며 끝이 난다.

## 출연
- 존 데이비드 워싱턴 - 주도자 역, CIA 요원
- 로버트 패틴슨 - 닐 역, CIA 요원
- 엘리자베스 데비키 - 캣 역, 미술품 감정사, 사토르의 아내
- 딤플 카파디아 - 프리야 역, 무기 거래업자, 테넷 관련 인물
- 케네스 브래나 - 안드레이 사토르 역, 러시아 출신 신흥재벌, 캣의 남편, 미래와 관련된 인물
- 마이클 케인 - 마이클 크로즈비 경 역, MI6 요원
- 에런 테일러존슨 - 아이브스 역, 테넷 요원, 레드팀 리더
- 클레망스 포에지 - 바버라 역, 과학자
- 히메시 파텔 - 마히르 역, 작전 합류자
- 유리 콜로콜니코프 - 볼코프 역, 사토르의 부하
- 피오나 듀리프 - 휠러 역, 테넷 요원, 블루팀 리더
- 마틴 도노번 - 페이 역, 테넷 신입 담당 요원
- 덴질 스미스 - 산제이 싱 역, 무기 거래업자
- 잭 컷모어스콧 - 클라우스 역, 프리포트 직원
- 앤드류 하워드 - 드라이버 역
- 제레미 테오발트 - 스튜어드 역
- 로리 셰퍼드 - 맥스 역
- 앤서니 몰리나리 - 로한 역
- 애덤 크로퍼 - 어린 사토르 역
- 조나단 캠프 - 스와트 2 역
- 웨스 채텀 - 스와트 3 역
- 마크 크레닉